# Seeking Justice
Seeking Justice is een Amerikaanse actie-thriller uit 2011, geregisseerd door Roger Donaldson.

## Verhaal
Will en Laura Gerard zijn een gelukkig getrouwd stel. Laura wordt op een dag met bruut geweld overvallen en belandt in het ziekenhuis. Will is bij Laura in afwachting van haar toestand. De dader, die een bekende is bij de politie, werd al voorwaardelijk vrijgelaten. Als Will wordt benaderd door ene Simon, die zegt dat hij van een organisatie is die vrijgesproken criminelen aanpakt (liquidatie). Simon doet Will een aanbod om de dader alsnog zijn verdiende straf te geven in ruil voor een eventuele gunst in de toekomst. Will in nog steeds verwarde toestand gaat hiermee akkoord. Simon voert Will's wens uit, maar later duikt Simon op en vraagt Will een gunst. Will stemt in als hij hoort dat hij iemand moet ombrengen en het lijkt op zelfdoding. Als deze opdracht plaatsvindt voert Will deze opdracht uiteindelijk toch niet uit. Will wordt beschuldigd van moord en een politieagent laat hem vrij. De rest van de film probeert Will de waarheid te achterhalen om zo zijn naam te zuiveren.

## Rolverdeling
| Acteur             | Personage    |
| ------------------ | ------------ |
| Nicolas Cage       | Will Gerard  |
| January Jones      | Laura Gerard |
| Guy Pearce         | Simon        |
| Harold Perrineau   | Jimmy        |
| Jennifer Carpenter | Trudy        |
| IronE Singleton    | Scar         |
| Xander Berkeley    | Durgan       |
| Mike Pniewski      | Gibbs        |
| Cullen Moss        | Jones        |

## Achtergrond
De opnames vonden plaats in de stad New Orleans. De werktitel van de film was oorspronkelijk The Hungry Rabbit Jumps. In de Verenigde Staten werd de film in een beperkt aantal bioscopen uitgebracht. De ontvangen waren matig en scoorde onder meer een waardebepaling van 27% op Rotten Tomatoes, dat gebaseerd is op 70 beoordelingen. Acteur Nicolas Cage ontving in 2013 voor deze film en Ghost Rider: Spirit of Vengeance een Razzie Award-nominatie.